# Den termohaline cirkulation
Den termohaline cirkulation er de sammenhængende havstrømme, der udgør et globalt kredsløb. Ordet er sammensat af thermo for varme og haline for havsalt. Det globale kredsløb kaldes også havenes store transportbånd.
Den thermohaline cirkulation har stor betydning for Jordens klima. Ud over forskellen i saltindhold og i temperatur drives kredsløbet også af vinde og Jordens rotation (Corioliskraften).
En del af det thermohaline kredsløb, der er af stor betydning for Vesteuropas klima, er Golfstrømmen og dens forlængelse Den Nordatlantiske strøm. I takt med, at den varme Golfstrøm flyder mod nord, afgives varme ved fordampning. Det øger saltholdigheden (saliniteten) af vandet, som derved bliver tungere, og en del af dette tungere vand synker mod bunden.
I det nordlige Atlanterhav, hvor vandet fryser til is, bliver saltindholdet i det vand, der ikke er frosset, endnu større, og det vil derfor synke til bunds. Der kan næsten tales om en slags vandfald i havet. Det nedsynkende vand bliver derved til en del af den Nordatlantiske Dybhavsstrøm. Denne mekanisme kaldes også Grønlandspumpen og er en drivende kraft i det globale thermohaline kredsløb. Den atlantiske termohaline cirkulation benævnes også på engelsk med forkortelsen AMOC (Atlantic meridional overturning circulation).
Ifølge forskning fra 2021 af Francois Lapointe og Raymond S. Bradley kollapsede AMOC (incl. Golfstrømmen) i slutningen af det 13. århundrede, hvilket forårsagede den lille istid.

## Eksterne links og henvisninger
- Wikimedia Commons har flere filer relateret til Havstrømme
- Ustabilt hav kan skabe pludselige klimaændringer. Videnskab.dk Arkiveret 11. marts 2014 hos  Wayback Machine
- Golfstrømmens stabilitet (eng.)
- Gletsjer på Hawaii og Golfstrømmen (eng.) (Webside ikke længere tilgængelig)

| Naturvidenskab | Spire Denne naturvidenskabsartikel er en spire som bør udbygges. Du er velkommen til at hjælpe Wikipedia ved at udvide den. |